# John Jack (Musiker)
John Michael Jack (* 25. Mai 1933 in Barnes; † 7. September 2017) war ein britischer Musiker (Posaune), der vor allem als Musikproduzent und Promoter bekannt wurde.

## Leben und Wirken
Jack wuchs im südwestlichen Londoner Stadtteil Barnes als Sohn eines Autoingenieurs auf; seine Mutter war in ihren frühen Jahren als Sängerin in Nachtclubs aufgetreten. Nachdem er sich in seiner Jugend mit seinem Bruder als Musiker betätigt hatte, war er ab den 1940er-Jahren in der britischen Musikszene tätig; als Posaunist wirkte er beim britischen Revival des Traditional Jazz mit. Bereits um 1947 erwarb er den Plattenladen Jelly Roll Morton’s Dr Jazz and Pinetop Smith’s Jumpsteady Blues Records, der sich im Westen Londons in Shepherd’s Bush befand. Nach Ableistung des Militärdienstes in der britischen Armee frequentierte er regelmäßig die Musikszene des Soho-Viertels, in deren Clubs zu dieser Zeit neben Jazzmusikern auch Künstler aus afrikanischen und karibischen Musikkulturen auftraten; in den 50ern lebte er vorübergehend in Paris, bevor er an der Slade School of Fine Art studierte.
In den 1960er-Jahren arbeitete Jack für unabhängige Plattenlabel wie Carlo Krahmers Esquire Records und Emil Shallits Label Melodisc Records; daneben war er als Roadie für die Skiffleband Vipers tätig. Als Promoter verschaffte er 1963 der noch weitestgehend unbekannten Bluesrock-Band The Rolling Stones einen Auftritt im Jazzpub Manor House im Norden Londons. 1965 bis 1968 war er Geschäftsführer des Ronnie Scott’s Jazz Club, der sich bis 1965 noch in der Gerrard Street in der Chinatown von Soho befand. In den 1970er-Jahren war er  Manager u. a. von Mike Westbrook; 1973 baute er das Plattenlabel Cadillac Records auf und unter gleichen Namen einen Plattenvertrieb, den er mit seiner Freundin Hazel Miller betrieb, der Inhaberin des Plattenlabels Ogun. In den nächsten drei Jahrzehnten arbeitete er u. a. mit Jazzmusikern wie Stan Tracey, Mike Osborne, Joe Harriott, Billy Bang und David Murray (The London Concert, 1999) zusammen. Auf Cadillac Records erschienen ab 1973 auch Aufnahmen von Harry Beckett, Bruce Turner, Andy Sheppard, Johnny Dyani, Bobby Wellins und der Crane River Jazz Band um Ken Colyer, John R. T. Davies und Monty Sunshine.